# Karl Joseph von Urach

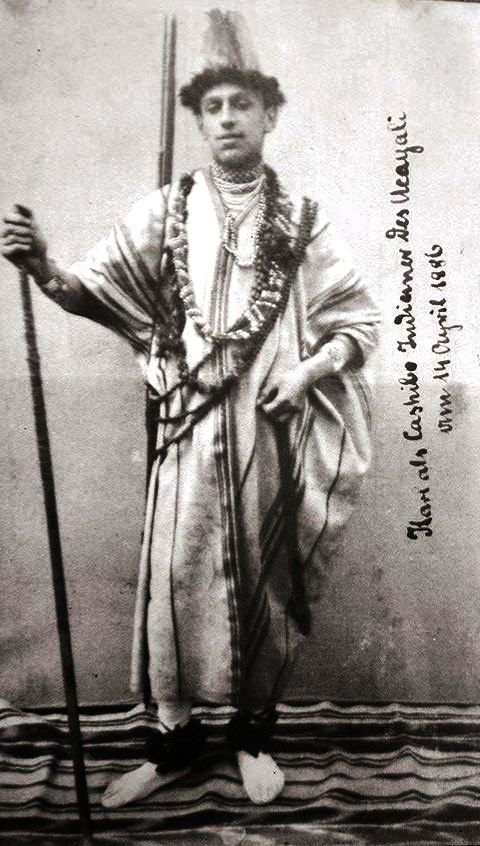
Karl von Urach in der Tracht der peruanischen Cashibo-Indianer auf einer seiner Reisen 1886 (Hauptstaatsarchiv Stuttgart).

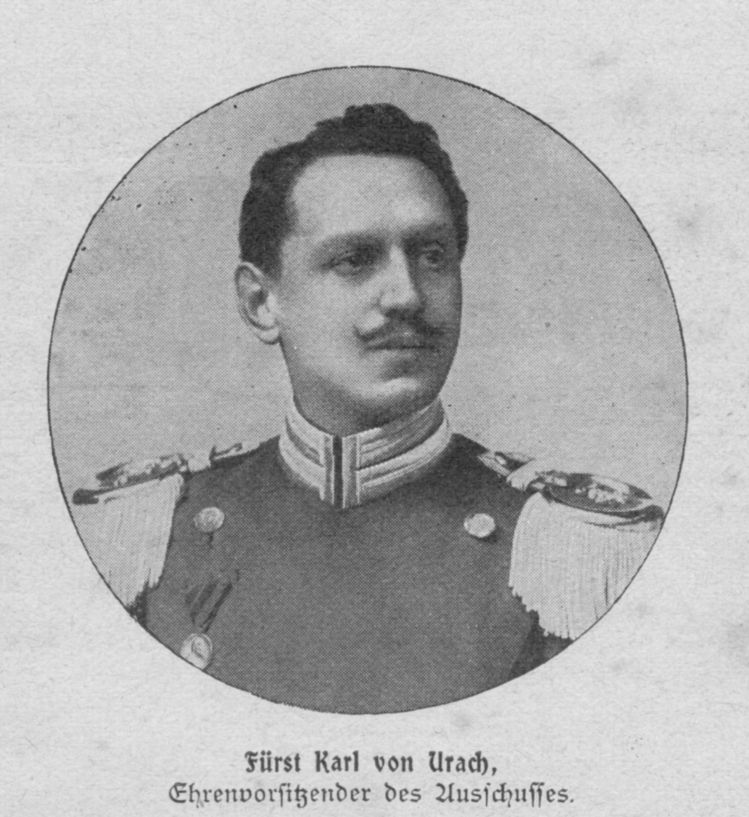
Karl von Urach, 1904

Karl Joseph Wilhelm Florestan Gero Crescentius Fürst von Urach, Graf von Württemberg (* 15. Februar 1865 in Ulm; † 5. Dezember 1925 in Stuttgart) war ein deutscher Adeliger aus einer Nebenlinie des Hauses Württemberg und Offizier der württembergischen Armee.

## Leben
Karl Joseph von Urach wurde als jüngerer Sohn des Wilhelm (I.) Herzog von Urach und der Florestine Herzogin von Urach geb. Prinzessin von Monaco geboren. Er besuchte zunächst zusammen mit seinem älteren Bruder Wilhelm Karl von Urach die Grundschule und das Gymnasium der Jesuiten in Monaco. 1877 wechselte er an die Jesuiten-Erziehungsanstalt Unserer Lieben Frau Stella matutina in Feldkirch und 1881 an das Karls-Gymnasium Stuttgart. Dort legte er 1883 das Abitur ab. Danach studierte Fürst Karl 1883 bis 1884 zwei Semester an der Universität München. Er besuchte u. a. Vorlesungen in Metaphysik und Geschichte der griechischen Philosophie bei dem Philosophie-Professor und späteren bayerischen Ministerpräsidenten und deutschen Reichskanzler Georg Graf von Hertling sowie Vorlesungen in Staatswissenschaften bei dem Journalisten und Schriftsteller Professor Wilhelm Heinrich Riehl.

### Militärische Karriere
Im Jahre 1883 wurde er zum Secondelieutenant à la suite des 19. Ulanenregiments ernannt. Im April 1886 trat Fürst Karl in den aktiven Dienst dieses Regiments ein, musste diesen infolge einer Erkrankung im März 1887 aber wieder beenden. In den folgenden Jahren wurden dem Fürsten die für ein Mitglied des Hauses Württemberg üblichen Beförderungen unter Stellung à la suite des Regiments zuteil: 1887 wurde er zum Premierlieutenant, 1891 zum Rittmeister, 1899 zum Kavallerie-Major und 1906 zum Oberstleutnant ernannt. Im Jahre 1911 wurde er Oberst.

### Reisen
In den Jahren ab 1884 unternahm Karl Joseph zahlreiche ausgedehnte Reisen. 1884 bis 1886 bereiste er Südamerika, wo er vor allem die Kordilleren besuchte und die Indianerstämme am Oberlauf des Amazonas studierte. Die ethnologische Sammlung, die er auf der Reise anlegte, übergab er später dem Linden-Museum in Stuttgart. Auch in der Zeit nach 1887 hielt er sich häufig in Italien, Griechenland, auf dem Balkan, in Ägypten, wo er in Heliopolis bei Kairo Immobilien besaß, und im Osmanischen Reich auf. Im Jahre 1891 beteiligte er sich an einer Expedition nach Spitzbergen, 1893 bereiste er die USA. Ein bevorzugtes Reiseziel des Fürsten war der Orient, der auf ihn eine große Faszination ausübte. So lernte er Türkisch, Arabisch und Persisch. Nicht zuletzt ließ Karl Joseph in den Jahren 1893 bis 1925 in seinem Palais in der Neckarstraße in Stuttgart Räume im arabischen Stil einbauen, die er mit Möbeln, Schnitzereien, Kacheln, Arbeiten aus Gipsstuck, Teppichen und Antiquitäten aus dem Orient ausschmückte. Die Räume, die sogar zeitweise besichtigt werden konnten und als Attraktion galten, wurden bei einem Bombenangriff im Jahre 1944 zerstört. Während des Ersten Weltkrieges konnte Fürst Karl schließlich seine Sprachkenntnisse und sein auf den vielen Reisen in den Orient erworbenes Wissen über diese Region in seine Tätigkeit 1916 bis 1917 als deutscher Verbindungsoffizier im Osmanischen Reich einbringen.

### Ehrenämter und Auszeichnungen
Fürst Karl übernahm einige ehrenamtliche Ämter. So war er Präsident der württembergischen Landesgruppe der Deutschen Kolonialgesellschaft und Mitglied des württembergischen Landesverbandes des Deutschen Flottenvereins. Er unterstützte die Gesellschaft zur Förderung der Deutschen Ansiedlungen in Palästina. Außerdem förderte er die Arbeit des Luftschiff-Konstrukteurs Ferdinand Graf von Zeppelin mit der Zeichnung von Anteilen an der Gesellschaft zur Förderung der Luftschifffahrt AG. Karl Joseph von Urach wurden im Laufe seines Lebens zahlreiche Orden verliehen: 1883 erhielt der Fürst den monegassischen Orden Saint Charles, 1889 das Großkreuz des persischen Sonnen- und Löwenordens, 1897 den Osmanje-Orden Erster Klasse, 1899 die Kaiser-Wilhelm-Erinnerungsmedaille. 1910 wurde er mit dem preußischen Roten Adlerorden ausgezeichnet. 1916 bekam er das Wilhelmskreuz mit Schwertern und Krone, ein Jahr später den königlich ungarischen Sankt-Stephansorden und das Eiserne Kreuz 2. Klasse.
Karl Fürst von Urach starb am 5. Dezember 1925 in Stuttgart. Er wurde in der Katholischen Abteilung der Gruft der Schlosskirche Ludwigsburg begraben.